# Amber Anning
Amber Anning (Londres, 18 de noviembre de 2000) es una deportista británica que compite en atletismo.
Participó en los Juegos Olímpicos de París 2024, obteniendo dos medallas de bronce, en las pruebas de 4 × 400 m y 4 × 400 m mixto.
Ganó una medalla de bronce en el Campeonato Mundial de Atletismo de 2023, una medalla de oro en el Campeonato Mundial de Atletismo en Pista Cubierta de 2025 y dos medallas de plata en el Campeonato Europeo de Atletismo en Pista Cubierta, en los años 2019 y 2025.

## Palmarés internacional
| Juegos Olímpicos                     | Juegos Olímpicos         | Juegos Olímpicos  | Juegos Olímpicos |
| Año                                  | Lugar                    | Medalla           | Prueba           |
| ------------------------------------ | ------------------------ | ----------------- | ---------------- |
| 2024                                 | París (Francia)          | Medalla de bronce | 4 × 400 m        |
| 2024                                 | París (Francia)          | Medalla de bronce | 4 × 400 m mixto  |
| Campeonato Mundial                   |                          |                   |                  |
| Año                                  | Lugar                    | Medalla           | Prueba           |
| 2023                                 | Budapest (Hungría)       | Medalla de bronce | 4 × 400 m        |
| Campeonato Mundial en Pista Cubierta |                          |                   |                  |
| Año                                  | Lugar                    | Medalla           | Prueba           |
| 2025                                 | Nankín (China)           | Medalla de oro    | 400 m            |
| Campeonato Europeo en Pista Cubierta |                          |                   |                  |
| Año                                  | Lugar                    | Medalla           | Prueba           |
| 2019                                 | Glasgow (Reino Unido)    | Medalla de plata  | 4 × 400 m        |
| 2025                                 | Apeldoorn (Países Bajos) | Medalla de plata  | 4 × 400 m        |